# Alejandro Foxley
Pour les articles homonymes, voir Foxley.
Alejandro Tomás Foxley Rioseco, né le 26 mai 1939 à Viña del Mar, est un économiste et homme politique chilien.
Il a obtenu un doctorat d'économie à l'université du Wisconsin-Madison. Ministre des Finances de 1990 à 1994 (gouvernement de Patricio Aylwin). Président du Parti démocrate chrétien de 1994 à 1996. Ministre des Affaires étrangères (gouvernement Michelle Bachelet) du 11 mars 2006 au 12 mars 2009.